# James Tamayo
James Anthony Tamayo (ur. 23 października 1949 w Brownsville, Teksas) – amerykański duchowny katolicki, biskup Laredo w metropolii San Antonio.

## Życiorys
Święcenia kapłańskie otrzymał 11 lipca 1976 z rąk ordynariusza Corpus Christi, Thomasa Drury'ego. Pełnił funkcje m.in. wikariusza biskupiego ds. duchowieństwa i spraw latynoskich (1985-1990), członkiem Rady Kapłańskiej i Kolegium Konsultorów (1984-1993), a także wikariuszem biskupim w Wikariacie Zachodnim diecezji (1990-1993).

### Episkopat
26 stycznia 1993 otrzymał nominację na biskupa pomocniczego późniejszej archidiecezji Galveston-Houston w Teksasie ze stolicą tytularną Ita. Sakry udzielił mu ówczesny miejscowy ordynariusz Joseph Fiorenza. W diecezji odpowiadał przede wszystkim za duszpasterstwo wiernych języka hiszpańskiego oraz duszpasterstwo młodzieży.
3 lipca 2000 mianowany pierwszym biskupem nowo utworzonej diecezji Laredo. Ingres miał miejsce 9 sierpnia 2000.